# Gerard Wiekens
Gerard Wiekens (Oude Pekela, 1973. február 25. –) holland labdarúgó, pályafutása során két klubban játszott, a holland Veendamban és az angol Manchester Cityben.

## Fordítás
- Ez a szócikk részben vagy egészben  a   Gerard Wiekens című angol Wikipédia-szócikk fordításán alapul.  Az eredeti cikk szerkesztőit annak laptörténete sorolja fel. Ez a jelzés csupán a megfogalmazás eredetét és a szerzői jogokat jelzi, nem szolgál a cikkben szereplő információk forrásmegjelöléseként.